# Michał Jerzy Czartoryski
Michał Jerzy Czartoryski (en Lituanien: Mykolas Jurgis Čartoriskis), (1621-13 avril 1662), est un prince polonais et lituanien de la famille Czartoryski, fondateur de la lignée Czartoryski Klevan, castellan de Volhynie (1653), voïvode de Bracław (1658), Volhynie (1661), Sandomierz (1680), vice-maréchal du tribunal de la Couronne (1668), prince de Klevan et Żuków

## Biographie
Il est le fils de Mikołaj Jerzy Czartoryski et d'Izabela Korecka.

## Mariages et descendance
Le 16 juin 1646, Michał Jerzy Czartoryski épouse Rozyna Małgorzata von Eckenberg (pl). Celle-ci décède en octobre 1648.
Il épouse ensuite, le 2 février 1650, Eufrozyna Stanisławska. Elle décède en janvier 1668 sans lui donner d'enfant.
Le 15 décembre 1668 Il épouse Joanna Weronika Olędzka. Le couple a un fils:
- Kazimierz Czartoryski (1674-1741)

## Sources
- (pl) Cet article est partiellement ou en totalité issu de l’article de Wikipédia en polonais intitulé « Michał Jerzy Czartoryski » (voir la liste des auteurs).